# Мутаиб ибн Абдул-Азиз Аль Сауд
Мутаиб ибн Абдул-Азиз Аль Сауд (араб. متعب بن عبد العزيز آل سعود‎; 1931 — 2 декабря 2019) — саудовский принц и государственный деятель, сын короля Абдул-Азиза, до своей смерти на тот момент был самым старшим среди живущих его сыновей.

## Биография

### Ранняя биография и образование
Принц Мутаиб родился в Эр-Рияде в 1931 году,. Он стал семнадцатым сыном короля Абдулазиза. Его единоутробные старшие братья и сестра — принц Мансур (1921—1951), принц Мишааль (1926—2017) и принцесса Кумаш (скончавшаяся 26 сентября 2011 года). Их мать Шахида (умерла в 1938 году), по некоторым данным, была одной из любимых жён короля Абдул-Азиза.
Мутаиб ибн Абдул-Азиз получил начальное и среднее образование в Эр-Рияде. Затем он отправился в Калифорнию на учёбу в университет.

### Карьера
Мутаиб ибн Абдул-Азиз занимал должность заместителя министра обороны Саудовской Аравии с 1951 по 1956 год, когда его кровный брат Мишал ибн Абдул-Азиз был министром. Принц Мутаиб был губернатором провинции Мекка с 1958 по 1961 год. Он и его старший брат Мишал были отстранены от своих должностей королём Саудом, но вновь получили власть в 1963 году благодаря наследному принцу Фейсалу. Любопытно, что они оба подали в отставку со своих постов в 1971 году по причинам, которые не совсем ясны.
Затем Мутаиб ибн Абдель-Азиз вошёл в саудовский кабинет министров в конце 1975 года, когда занял пост министра общественных работ и жилищного строительства, на котором пребывал до 1980 года. Он стал первым главой этого министерства, созданного в 1975 году. Это назначение, а также назначение принца Маджида на должность министра коммунального и сельского хозяйства, от имени короля Халида было направлено на уменьшение влияния Семёрки Судайри в кабинете министров.
Позже принц Мутаиб занимал пост министра коммунального и сельского хозяйства с 1980 по 2009 год. Он ушёл в отставку и его сын принц Мансур сменил его на вышеупомянутой должности в ноябре 2009 года.

### Предпринимательская деятельность
Принц Мутаиб получил права от своего отца, короля Абдул-Азиза, на все доходы от рыболовного хозяйства Саудовской Аравии. В итоге, саудитами была создана Национальная рыбопромысловая компания, а Мутаиб стал её партнёром. Принц Мутаиб был акционером государственной компании Société Générale d’Entreprises Touristiques, которую возглавляет Валид Сааб. Кроме того, он владел фирмой по производству напитков.

### Личная жизнь
Мутаиб ибн Абдул-Азиз проживал в Трамп-тауэре в Нью-Йорке, где ему принадлежал целый этаж здания. Его сын, принц Мансур (род. 1952), был министром коммунального и сельского хозяйства в 2009—2015 годах.
Принц Мутаиб был опекуном принца Талала ибн Мансура (род. 1951), сына его покойного брата, принца Мансура. Дочь Мутаиба, принцесса Нуф вышла замуж за принца Талала. Она умерла в Эр-Рияде в возрасте 34 лет в феврале 2001 года.
В 2013 году принц Мутаиб занимал 98-е место в списке самых богатых арабов в мире с капиталом в 110,1 млн долларов США.

### Смерть
Скончался 2 декабря 2019 года, похоронен в Мекке.